# Football Club Nizhny Novgorod
Football Club Pari Nizhny Novgorod (em russo:  ФК «Нижний Новгород») é um clube de futebol da cidade de Nijni Novgorod, na Rússia. Atualmente disputa a Premier League Russa.

## História

### Fundação

#### Volga-Olimpiyets Nizhny Novgorod 2015-2016
O clube foi fundado em 1 de junho de 2015 como FC Volga-Olimpiyets Nizhny Novgorod, uma equipe reserva do FC Volga Nizhny Novgorod da Premier League. Ele então jogou no grupo Ural-Povolzhye da terceira divisão e estabeleceu como seu principal objetivo uma ascensão direta à segunda divisão para a temporada 2015-2016.

#### Olimpiyets Nizhny Novgorod 2016-2018
Em 15 de junho de 2016, o Volga foi dissolvido e o Olimpiyets tornou-se o principal clube de Nizhny Novgorod e sucessor do Volga.
Em 2018 o clube se muda para o novo estádio em Nizhny Novgorod, construído para a Copa do Mundo de 2018, na qual joga sua primeira partida foi contra o Zenit em 15 de abril de 2018.
O melhor público da história da segunda divisão russa também foi alcançado algumas semanas depois, durante a partida contra o Luch-Energia Vladivostok, que viu 42.100 espectadores assistirem à partida em 6 de maio.

#### FC Nizhny Novgorod 2018-2022
O clube passou por outra mudança de nome em junho de 2018, desta vez se tornando FK Nizhny Novgorod.

#### Pari Nizhny Novgorod 2022
Em 10 de junho de 2022, tornou-se conhecido sobre a renomeação do clube para Pari Nizhny Novgorod  devido a um acordo de patrocínio com uma casa de apostas Pari, anteriormente conhecida como Paribet. A mudança de nome foi aprovada pela União Russa de Futebol no mesmo dia. [11]
De acordo com a RB Sport, o montante dos pagamentos será de 450 milhões de rublos por ano, que é o contrato de apostas mais caro entre os clubes da RPL.